# Omega Geminorum
Omega Geminorum (ω Geminorum förkortat Omega Gem, ω Gem), som är stjärnans Bayer-beteckning, är en ensam stjärna i mellersta delen a stjärnbilden Tvillingarna. Den har en skenbar magnitud på 5,18 och kan ses för blotta ögat där ljusföroreningar ej förekommer. Baserat på en årlig parallaxförskjutning på 2,19 mas, beräknas den befinna sig ca 1 500 ljusår (460 parsek) från solen.

## Egenskaper
Omega Geminorum är en gul till vit ljusstark jättestjärna av spektralklass G5 II. Den är placerad nära instabilitetsremsan och listades 1977 som en möjlig cepheid-variabelstjärna med en amplitud av 0,086 magnitud och en period av 0,7282 dygn. Stjärnans interferometrimätta vinkeldiameter är 1,47 ± 0,21 mas. På det uppskattade avståndet ger detta en fysisk storlek på ca 72 gånger solens radie. Den har en massa som är ca 6,3 gånger solens massa och utstrålar 1 813 gånger solens ljusstyrka från dess fotosfär vid en effektiv temperatur på ca 5 100 K.